# Łącznik izolacji
Łącznik izolacji (kołek do styropianu) – element łączący, wykorzystywany do mocowania termoizolacji (płyt styropianowych lub wełny mineralnej) do ściany budynku.
Składa się z dwóch elementów: tulei z talerzykiem oraz trzpienia rozpierającego. Po umieszczeniu kołka w otworze wykonanym w podłożu, trzpień rozpiera tuleję kołka zwiększając jej wymiar poprzeczny.
Tuleja łącznika izolacji jest wykonana z tworzywa sztucznego natomiast trzpień może być wykonany z tworzywa sztucznego lub metalu. Kołek z trzpieniem plastikowym nie będzie przewodził ciepła, więc nie będą występowały mostki termiczne. W przypadku kołków z trzpieniem metalowym efekt ten można zniwelować stosując zaślepki styropianowe. W zależności od wskazań producenta stosuje się 6–8 sztuk kołków na 1 m², w miejscach gdzie ryzyko oderwania się płyt styropianowych jest największe należy zwiększyć tę liczbę o 1–2 sztuki. Zanim umieścimy kołek w ścianie, należy dokładnie oczyścić otwór z urobku. Nośność obliczeniowa zamocowań łączników izolacji wynosi 0,23 kN.
Zgodnie z obowiązującym w Polsce prawem budowlanym łączniki izolacji muszą posiadać aktualną aprobatę techniczną wydaną przez Instytut Techniki Budowlanej.

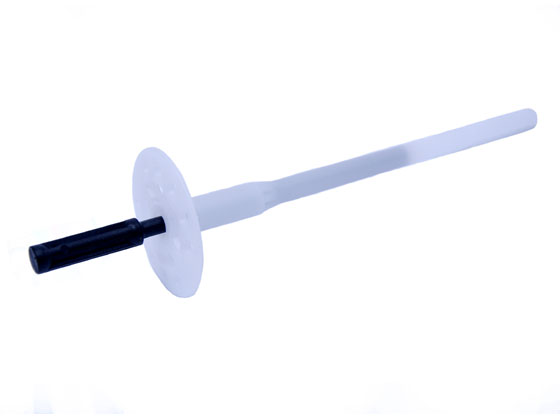
Łącznik izolacji z trzpieniem tworzywowym

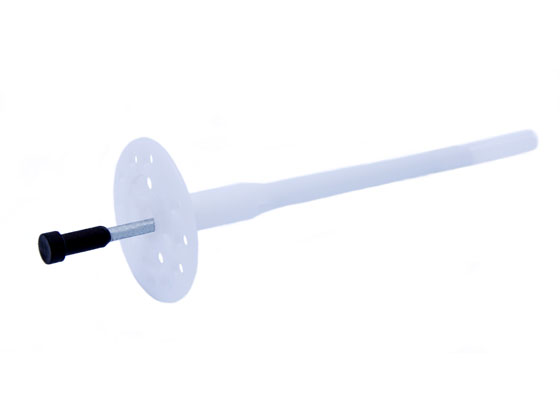
Łącznik izolacji z trzpieniem metalowym